# Journal d'un dégonflé : Ça fait suer !
Série
Journal d'un dégonflé : Rodrick fait sa loi
(2011) Journal d'un dégonflé : Un looong voyage
(2017)
Pour plus de détails, voir Fiche technique et Distribution.
Journal d'un dégonflé : Ça fait suer ! (Diary of a Wimpy Kid: Dog Days) est une comédie américano-canadienne réalisé par David Bowers, sorti en 2012. Il est le troisième long métrage de la saga des Journal d'un dégonflé.
Il est la suite de Journal d'un dégonflé sorti en 2010 et de Journal d'un dégonflé : Rodrick fait sa loi sorti en 2011 et il est suivi par Journal d'un dégonflé : Un looong voyage en 2017.

## Synopsis
Puisque l'école est finie, Greg Heffley est prêt à profiter de ses grandes vacances : plus de bourreaux de 10 ans, plus de devoirs, plus de réveil tôt le matin... Bref, il décide de passer de superbes vacances, à rester des heures devant ses jeux vidéo, rideaux du salon fermés. En voyant leur fils, les parents décidèrent qu'il n'y aura plus aucune télé pour le restant des vacances. 
Greg essaya de profiter des vacances avec son amie Rowley. Dans un premier temps, la mère proposa de fonder un club de lecture tandis que le père, Frank tenta de l'amener à une reconstitution historique ou à la pêche. Rien ne l'intéressait. Même pas le scoutisme. Un jour, Rowley l'invita au country-club, où Holly profite de son été. Pour Rodrick, il tomba amoureux d'Heather, une adolescente de son âge qui est la soeur d'Holly. Il tenta de demander à son frère de venir lui ouvrir la clôture, en arrière du jardin pour qu'il puisse se faufiler et essayer de draguer Heather. Cette dernière passait son été au country-club, à travailler en tant que sauveteuse
Cependant, Greg dû inventer un mensonge à son père, affirmant qu'il travaille au country-club. Après une escapade avec la famille de Rowley sur la côte, où Greg trouvait que la famille de son ami était bizarre et qu'il ait accidentellement appelé la police. Rowley commença à prendre ses distance avec son amie. Ne pouvant plus maintenant rentrer dans le country-club, puisque Rowley était membre, Greg usurpa l'identité de certain membres du club, pour qu'il puisse voir Holly.
Au cours de l'été, à chaque fois que Greg avait une conversation avec Holly, seul à seul, Heather venait couper leur conversation en raison des quelques annulations, concernant les festivités de son 16e anniversaire. Un jour, la soeur de cette dernière interrompit leur conversation, après que le DJ pour la fête ait annulé au dernier moment. Voyant une bonne occasion pour son frère Rodrick de se rapprocher de Heather, Greg conseilla à cette dernière le groupe de son frère Löded Diper, ce qu'elle accepta.
Un jour, Greg tenta de se faufiler dans le club mais il fut démasqués après que le père de Rowley dû payer une facture assez salée de boissons offertes au club que Greg commandait et mettait sur le compte du père de Rowley. Son père comprit alors que son fils lui avait menti. Il paya la facture en cachant sa déception à son fils, bien que ce dernier l'avait remarqué. Un matin, Rodrick réveille Greg en panique, tenant une enveloppe qui provenait de l'école Spag Union, une école réputée pour ses méthodes éducatives militaires. Greg crut que les parents allaient l'envoyer dans cette école et décider de montrer à son père qu'il est discipliné durant le séjour de camping.
Durant ce séjour de camping entre scout, le groupe géré par Frank entra en conflit avec les scouts de Stan, qui sont excellents. Mais un jour, Greg, Rowley, Chirag et Freggley surprit une conversation des scouts et Stan qui insultaient Frank. Voulant défendre le nom de son père, ces dernières montèrent un piège en mettant des fourmis dans les tentes des scouts ennemis. Greg entra dans le tête de Stan, mais rien ne se passa comme prévu. Enfin presque... La tente s'est écroulé après que Greg ait sorti en trombe de sa cachette et sous l'effet de surprise Stant jeta la bâche couvrante dans le feu de camp. Une altercation entre Frank et Stan eut lieu. Greg s'expliqua, et Frank se rend compte que où l'emplacement de la tente de Stan, un mini-réfrégirateur, des noeuds pré-faits et une télévision se trouvait. Stan n'était qu'un charlatan concernant le scoutisme. Après le séjour, Greg et son père eurent une discussion et Frank reconnaît que vouloir envoyer son fils à Spag Union n'est pas une bonne solution. 
Le soir de la fête de Heather, Rodrick et son groupe de musique arrivèrent. Juste avant la performance, il demanda au chanteur du groupe de le remplacer à la batterie pour que lui même chanter pour impressionner Heather. Pendant ce temps, Rowley et Greg tentèrent de manger des fruits où la fontaine de chocolat, mais Heather leur rappela qu'ils étaient seulement là pour aider à la préparation de la fête. Par la suite, le groupe entrèrent et Rodrick chanta une version parodique de la chanson Baby de Justin Bieber. Au cour de la chanson, les effets technique de la performance sème le désordre et Heather bouillit de l'intérieur. Cependant, après que Rodrick ait accidentellement briser une sculpture de glace à l'effigie de Heather, cette dernière perdit patience, prit un support à micro et tenta d'attaquer Rodrick. Mais il esquiva le coup de cette dernière, ce qui renversa la fontaine de chocolat. Heather se retrouva couverte de chocolat et glissa sur le sol. La soirée prit fin. Cependant, Greg et Holly se rapprochèrent à peu avant la fin de la soirée, ils se rendirent compte qu'ils étaient fais l'un pour l'autre. 
Pendant le restant de l'été, Greg, Holly et Rowley profitèrent ensemble, Greg amena ces derniers à la piscine municipale où sa famille allait habituellement. Pour Rodrick, il se rendit compte que Heather n'était pas faite pour lui. 

## Fiche technique
Sauf indication contraire, les informations mentionnées dans cette section peuvent être confirmées par les bases de données cinématographiques IMDb et Allociné,  présentes dans la section « Liens externes ».
- Titre original : Diary of a Wimpy Kid: Dog Days
- Titre français et québécois : Journal d'un dégonflé : Ça fait suer ![1]
- Titre français alternatif : Journal d'un dégonflé 3 : Ça fait suer ![2],[3]
- Réalisation : David Bowers
- Scénario : Maya Forbes et Wallace Wolodarsky, d’après le roman Journal d'un dégonflé de Jeff Kinney
- Musique : Edward Shearmur
- Direction artistique : Shannon Grover
- Décors : Mary-Lou Storey et Brent Thomas
- Costumes : Monique Prudhomme
- Photographie : Anthony B. Richmond
- Son : Darren Brisker, Paul Pavelka, Donald Sylvester
- Montage : Troy Takaki
- Production : Nina Jacobson et Brad Simpson
  - Production déléguée : Jeff Kinney, Simon Reeves et Jeremiah Samuels
  - Directeur du développement : Bryan Unkeless
- Sociétés de production :
  - États-Unis : Color Force, en association avec Dune Entertainment, présenté par Fox 2000 Pictures
  - Canada : Pee-Yew Productions et TCF Vancouver Productions[4]
- Sociétés de distribution : Twentieth Century Fox ; Twentieth Century Fox France (France)
- Budget : 22 millions de $[5]
- Pays de production :  États-Unis,  Canada
- Langue originale : anglais
- Format : couleur (Technicolor) / (DeLuxe) — 35 mm — 2,35:1 (CinemaScope) — son Dolby / Datasat / SDDS / Dolby Atmos / Dolby Surround 7.1
- Genre : comédie
- Durée : 94 minutes
- Dates de sortie[6] :
  - États-Unis, Canada, Québec : 3 août 2012[1]
  - France : 24 octobre 2012[7]
- Classification :
  - États-Unis : des scènes peuvent heurter les enfants - accord parental souhaitable (PG - Parental Guidance Suggested)[N 1]
  - Canada : tous publics (G - General)
  - Québec : tous publics (G - General Rating)[1]
  - France : tous publics (conseillé à partir de 6 ans)[7],[8]

## Distribution
Note : La version française de ce film a été confiée à Dubbing Brothers Belgique.
- Zachary Gordon (VFB : Mattéo Marchese) : Greg Heffley
- Steve Zahn (VFB : Karim Barras) : Frank Heffley
- Robert Capron (VFB : Maxym Anciaux) : Rowley Jefferson
- Devon Bostick (VFB : Sébastien Hébrant) : Rodrick Heffley
- Peyton Roi List (VFB : Sarah Tayeb) : Holly Hills
- Rachael Harris : Susan Heffley
- Phil Hayes (VFB : Jean-Marc Delhausse) : Stan
- Dalila Bela : Taylor Pringle
- Melissa Roxburgh (VFB : Nancy Philippot) : Heather Hills
- Karan Brar (VFB : Arthur Dubois) : Chirag Gupta :
- Grayson Russell : Fregley
- Sachin Tyler Sadachcharan : Ian Jugs

Sources et légende : version française (VF) sur AlloDoublage

## Distinctions

### Récompenses2013
- Young Artist Awards :
  - Young Artist Award du meilleur second rôle masculin dans un film (Jeune acteur) pour Robert Capron
  - Young Artist Award du meilleur jeune casting dans un long métrage pour Peyton List, Zachary Gordon, Robert Capron, Karan Brar, Laine MacNeil, Connor Fielding, Owen Fielding, Devon Bostick et Grayson Russell

### Nominations2013
- Kids' Choice Awards :
  - Film préféré
  - Acteur de cinéma préféré pour Zachary Gordon
- Young Artist Awards :
  - Meilleur jeune acteur dans un long métrage pour Zachary Gordon
  - Meilleur second rôle masculin dans un film (Jeune acteur) pour Karan Brar
  - Meilleur second rôle féminin dans un film (Jeune actrice) pour Laine MacNeil
  - Meilleur second rôle féminin dans un film (Jeune actrice) de dix ans ou moins pour Dalila Bela
  - Meilleur second rôle masculin dans un film (Jeune acteur) de dix ans ou moins pour Connor Fielding et Owen Fielding

## Éditions en vidéo
- En France, le film Journal d'un dégonflé : Ça fait suer ! est sorti en DVD le 2 octobre 2013[3]. Le film est également sorti en VOD le 30 mai 2015[7].
- Au Québec, le film est sorti en DVD le 18 décembre 2012[1].